# Поппонессет-Айленд (Массачусетс)
Поппонессет-Айленд (англ. Popponesset Island) — переписна місцевість (CDP) в США, в окрузі Барнстебел штату Массачусетс. Населення — 45 осіб (2020).

## Географія
Поппонессет-Айленд розташований за координатами 41°35′2″ пн. ш. 70°27′36″ зх. д. / 41.58389° пн. ш. 70.46000° зх. д. (41.583823, -70.460122).  За даними Бюро перепису населення США в 2010 році переписна місцевість мала площу 0,99 км², з яких 0,19 км² — суходіл та 0,80 км² — водойми.

## Демографія
Згідно з переписом 2010 року, у переписній місцевості мешкало 26 осіб у 13 домогосподарствах у складі 11 родини. Густота населення становила 26 осіб/км².  Було 71 помешкання (72/км²).
Расовий склад населення:
| - 100,0 % — білих |

До двох чи більше рас належало 0,0 %. Частка іспаномовних становила 0,0 % від усіх жителів.
За віковим діапазоном населення розподілялося таким чином: 7,7 % — особи молодші 18 років, 30,8 % — особи у віці 18—64 років, 61,5 % — особи у віці 65 років та старші. Медіана віку мешканця становила 68,0 року. На 100 осіб жіночої статі у переписній місцевості припадало 73,3 чоловіків;  на 100 жінок у віці від 18 років та старших — 84,6 чоловіків також старших 18 років.
Цивільне працевлаштоване населення становило 9 осіб. Основні галузі зайнятості: освіта, охорона здоров'я та соціальна допомога — 100,0 %.